# Glochidion humile
Glochidion humile är en emblikaväxtart som beskrevs av Elmer Drew Merrill. Glochidion humile ingår i släktet Glochidion och familjen emblikaväxter. Inga underarter finns listade i Catalogue of Life.